# Пінон рудогрудий
Пі́нон рудогрудий (Ducula chalconota) — вид голубоподібних птахів родини голубових (Columbidae). Ендемік Нової Гвінеї.

## Опис
Довжина самців становить 41-42 см, довжина самиці 37-39 см, вага 595-625 г. Голова сіра, спина і покривні пера крил зелені з бронзовим і блакитним відблиском, махові пера темно-зелені з синюватим відблиском. Хвіст чорнуватий з блакитним відблиском. Горло коричневе, груди рудувато-бордові, живіт і боки каштанові. Очі червонуваті, дзьоб темно-сірий, лапи червоні. У представників типового підвиду спина має червонувато-пурпуровий відблиск.

## Підвиди
Виділяють два підвиди:
- D. c. chalconota (Salvadori, 1874) — півострів Чендравасіх (північний захід Нової Гвінеї);
- D. c. smaragdina Mayr, 1931 — Центральний хребет Нової Гвінеї.

## Поширення і екологія
Рудогруді пінони живуть у вологих гірських і рівнинних тропічних лісах Новій Гвінеї. Зустрічаються переважно на висоті від 1400 до 2500 м над рівнем моря. Живляться плодами.